# 三阿弥兼則
三阿弥 兼則（さんあみ かねのり）即ち兼則は、日本刀の銘および刀工の名称。

## 解説
室町時代に美濃国関（現岐阜県関市）で活動した、美濃の刀工集団、関七流の内の一派「三阿弥派」の始祖である。
後に同流派に於いては、名工と謳われる兼元（孫六兼元）らを生み出す潮流となった。